# Дядченко Людмила Сергіївна
Дядченко Людмила Сергіївна (2 серпня 1988 року) — українська поетеса, віце-президент Асоціації українських письменників, кандидат філологічних наук.

## Біографія
Людмила Дядченко народилася 2 серпня 1988 року у селі Шевченкове Звенигородського району Черкаської області. Вступила до Інституту філології Київського національного університету імені Тараса Шевченка, де здобула спеціальність магістра літературної творчості (2012). Працювала заступником головного редактора міжнародного ділового журналу «Image.ua» (2014).
Захистила дисертацію з міфопоетики простору на кафедрі теорії літератури, компаративістики і літературної творчості (2016).

## Літературна діяльність
Перші добірки віршів з'явилися в журналі «Однокласник» (2007), газеті «Молодий журналіст» (2006), альманасі «Святий Володимир» (2007).
Перший зрілий дебют («Дихання метеликів»), що привернув увагу критиків, відбувся на сторінках часопису «Сучасність» (№ 4, 2010), потому — в «Українській літературній газеті» (добірки «Кого ти понесеш на цих мечах» (№ 9, 2010), «Та, що стереже кота» (№ 27, 30, 12. 2011), «Місця із картинки» (№ 25, 2014)). Вірші виходили друком у журналах «Кур'єр Кривбасу» — «Це танцюють ельфи» (№ 254-255, 2011), «Дивослово» (№ 6, 2013), «Шо» — «Екібана із журавлів-емігрантів» (№ 1-2, 2013), «Епоха пісковини» (№ 9, 2014), українсько-білоруському альманасі Terra poetica (2016), грузинсько-українському «Мова неба» (Тбілісі, 2016), «International Istanbul Poetry and Literature Festival» (Стамбул, 2017), «uluslararasi sapanca siir aksamlari» (Сакар"я, 2018), українському альманасі сучасно поезії «Материк» (2018) тощо.
У лютому 2010 року отримує відзнаку у номінації «Відкриття року» на «Сліва-фесті», а в жовтні того ж року стає лауреатом літературного фестивалю «Ноосфера».
У серпні 2011 року у видавництві «Зелений пес» виходить перша поетична збірка Л. Дядченко «Плата за доступ» в поетичній серії «Зона Овідія». Того ж року твори Дядченко включені до сміливої антології «Ніч Еротичної Поезії».
З вересня 2011 року — член Асоціації українських письменників. У грудні на сайті «Літакцент» Сергій Жадан назвав «Плату за доступ» — дебютом року.
3 квітня 2012 року стає лауреатом Міжнародної українсько-німецької премії імені Олеся Гончара за збірку поезій «Плата за доступ».
З березня по жовтень 2012 року — літературний редактор та редактор відділу художньої літератури часопису «Сучасність». У квітні 2017 року обрана віце-президентом АУП.
У липні 2017 року видавництві Братів Капранових виходить третя поетична книга з назвою «Курка для турка», перша презентація якої відбулася в Туреччині.
Експерт Всеукраїнського літературного рейтингу «Книжка року» з 2017 р.
У жовтні 2017 р. бере участь у 10-му Міжнародному поетичному фестивалі, що пройшов в Істанбулі, представляючи Україну, а в жовтні 2018 — у 18-му міжнародному літературному фестивалі «Вечори Сапанджі».
У 2018 р. перемагає в поетичному конкурсі «Поезія гранатових відтінків» від Об'єднання діаспори Азербайджану в Україні.
Також 2018-го виходить інтрерв"ю з Дядченко в арабському літературному журналі «Publishers Weekly» № 2 (Об"єднані Арабські Емірати).
У 2019 році представляє Україну на трьох міжнародних фестивалях: 11-му Міжнародному Істанбульському фестивалі літератури й поезії (Туреччина), 6-му Міжнародному поетичному фестивалі в Сіді-бу-Саїді (Туніс), 3-му Міжнародному поетичному фестивалі імені Фікрета Демірага (Кіпр). Німецький фотограф Дірк Скиба включає Дядченко до свого фотопроєкту «Письменники світу» (листопад, 2019).
2021 року в харківському видавництві "Фоліо" вийшла друком поетична книга "Кедем", якою авторка цілком перейшла до східних мотивів у своїй творчості.
За 2023 рік книги Дядченко були опубліковані в Італії (La Fobia dei Numeri), Сполучених Штатах Америки (Magnetic Storms) та Греції (The color of geography (Το χρώμα της γεωγραφίας).  
Найбільшим успіхом можна вважати публікацію в легендарному журналі Poetry Magazine (США, 2023). 
Також вірші друкувалися в Gargoyle magazine (США, 2021), Turtle Island Quarterly (США, 2022), The Antigonish Review (Канада, 2023), Internopoesia (Італія, 2022), Channel Magazine (Ірландія, 2022), Поезія (Croatia, 2022), Golem (Mexico, 2022), Exacting Clam (USA, 2023), Altazor (Chile, 2022), Traduceri literare (Romania, 2023), Difat Thalitha (Iraq, 2022), ObserverKult (Albania, 2022), Telegrafi (Albania, 2022), Mad Blood (USA, 2022), Siirden (Turkey, 2021), Porter Gulch Review (USA, 2020), Cardenal (Mexico, 2020), Dendro Editorial (Peru, 2020), Rendition of International Poetry Quarterly (China, 2020), Armagan (Bosnia, 2020), Shahitto (India, 2019), Knjizevno pero (Croatia, 2019), Artkaspi (Azerbaijan, 2018), Publishers Weekly (United Arab Emirates, 2018).
Окремі вірші перекладені англійською, італійською, іспанською, румунською, албанською, болгарською, грецькою, грузинською, хорватською, боснійською, російською, арабською, турецькою, азербайджанською мовами.